# Gembong Warsono
Gembong Warsono (8 tháng 6 năm 1963 – 14 tháng 10 năm 2023) là một chính trị gia người Indonesia của Đảng dân chủ đấu tranh Indonesia. Ông đã được bầu hai lần vào Hạ viện khu vực Jakarta, giữ chức vụ thành viên từ năm 2014 cho đến khi qua đời vào năm 2023. Ông đã lãnh đạo phe đảng của mình trong cơ quan lập pháp và là người chỉ trích thống đốc Anies Baswedan.

## Thời thơ ấu và gia đình
Gembong sinh tại Wonogiri vào ngày 8 tháng 6 năm 1963. Ông có bằng quản lý từ trường Muhammadiyah Hamka University..Ông đã kết hôn với Asih Purwanti và có bốn người con.

## Sự nghiệp
Theo Gembong, ông đã là thành viên của Đảng Dân chủ Indonesia (PDI) trong sự cố ngày 27 tháng 7 năm 1996, với tư cách là một quan chức đảng ở quận Kebayoran Lama. Sau khi PDI chia tách, ông gia nhập Đảng đấu tranh dân chủ Indonesia (PDI-P).Nỗ lực bầu cử đầu tiên của ông là trong cuộc bầu cử lập pháp Indonesia năm 1999, khi ông tranh cử không thành công vào ghế lập pháp tại Hạ viện khu vực Jakarta.Năm 2000, ông trở thành bí thư chi bộ Nam Jakarta của đảng, và năm 2003 ông được bầu vào hội đồng thành phố Nam Jakarta (cơ quan cố vấn). Gembong một lần nữa tranh cử và không giành được ghế ở Nam Jakarta, trong cuộc bầu cử lập pháp năm 2004, khi ông đứng thứ ba trong số các ứng cử viên PDI-P tại khu vực bầu cử Nam Jakarta của ông trong khi đảng giành được hai ghế . Trong nỗ lực bầu cử thứ ba trong 2009, ông đã được lãnh đạo cấp tỉnh của đảng ra lệnh tranh cử ở Tây Jakarta, và một lần nữa không giành được ghế.
Warsono trở thành chủ tịch chi nhánh Nam Jakarta của PDI-P vào năm 2010, và ông đã giành được một ghế lập pháp trong lần nỗ lực thứ tư trong cuộc bầu cử năm 2014. Sworn in on 25 August 2014, Gembong đã trở thành lãnh đạo phe của PDI-P trong cơ quan lập pháp vào năm 2017. Ông đã giành được 17.739 phiếu bầu trong Bầu cử năm 2019, giữ được ghế và vị trí lãnh đạo phe phái của PDI-P.

### Vị trí
Trong thời gian làm thống đốc Anies Baswedan, Gembong là người thường xuyên chỉ trích các chính sách của Baswedan. Gembong đã tấn công các chính sách của Baswedan liên quan đến các công ty thuộc sở hữu của chính quyền tỉnh mà ông gọi là "chính sách buôn lậu". Anh ta cũng đã tấn công Baswedan về kế hoạch năm 2019 cho phép những người bán hàng rong hoạt động trên vỉa hè của Jakarta, và vào năm 2018 về việc sử dụng thùng rác nhập khẩu từ Đức thay vì các sản phẩm nội địa. Tuy nhiên, ông ca ngợi nỗ lực của Baswedan trong việc tích hợp hệ thống giao thông công cộng Jakarta. Ông còn đặt câu hỏi thêm về việc Jakarta đăng cai tổ chức giải vô địch đua xe thể thao Công thức E, với lý do doanh thu bán vé kém và lãi suất thấp từ các nhà tài trợ.

### Qua đời
Ông qua đời tại Bệnh viện trung tâm Pertamina ở Nam Jakarta, vào ngày 14 tháng 10 năm 2023, thọ 60 tuổi. Ông được chôn cất cùng ngày tại Nghĩa trang Tanah Kusir.